# Alfonso Pérez Sánchez
Alfonso Emilio Pérez Sánchez (ur. 16 czerwca 1935 w Kartagenie, zm. 14 sierpnia 2010 w Madrycie) – hiszpański historyk sztuki specjalizujący się w malarstwie barokowym.
Był wicedyrektorem Muzeum Prado w latach 1972–1981 i dyrektorem w latach 1983–1991. Kierował modernizacją muzeum po okresie transformacji ustrojowej w Hiszpanii.

## Publikacje
- Pintura italiana del siglo XVII, 1970
- Disegni Spagnoli, 1972
- Cararavaggio y el Naturalismo Español, 1973
- La peinture espagnole du Siècle d 'Or. De Greco à Velázquez, 1976
- D. Antonio de Pereda (1611-1678) y la pintura madrileña de su tiempo, 1978
- El dibujo español de los siglos de Oro, 1980
- El Toledo del Greco, 1982
- Pintura española de Bodegones y floreros, 1983-84
- Pintura napolitana de Caravaggio a Giordano, 1985
- Carreño, Rizzi y Herrera y la pintura madrileña de su tiempo, 1986
- Goya y el espíritu de la ilustración, 1988-89
- Obras maestras de la Colección Masaveu, 1989
- Velázquez, 1990
- La Colección Cambó, 1990
- Ribera 1591-1652, 1992
- Madrid Pintado, 1992
- Colección Pedro Masaveu. Cincuenta Obras, 1995
- Thomas Yepes, 1995
- Tres Siglos de Dibujo Sevillano, 1995
- La Pintura italiana y española de los siglos XVI al XVIII de la Catedral de Burgos, 1996 (we współpracy z Jesusem Urreą)
- Natures mortes y Flors del Museo de Bellas Artes de Valencia, 1996
- Pintura Española Recuperada por el Coleccionismo Privado, 1996-97.
- Juan de Arellano 1614-1676, 1998.
- El Greco conocido y redescubierto, 1998.
- Pintura española en Chile, 1999.
- El dibujo europeo en tiempo de Velázquez, 1999.
- Las lágrimas de San Pedro en la pintura española, 2000.
- Pintura española en el Museo Nacional de San Carlos de México, 2000.
- Jerónimo Jacinto de Espinosa, 2000.
- Zurbarán. La obra final, 2000.
- Luis Tristán, 2001 (we współpracy z Benito Navarrete).
- Colección BBVA. Del gótico a la Ilustración, Madrid-Bilbao, 2001 (we współpracy z Benito Navarrete).
- El Greco Apostolados, 2002.
- Luca Giordano y España, 2002.
- Tesoros del Museo Soumaya, 2004 (we współpracy z Benito Navarrete).
- Luca Giordano. La imagen como ilusión, 2004.
- Velázquez a Capodimonte, 2005.
- De Herrera a Velázquez. El primer naturalismo en Sevilla, 2005-2006 (we współpracy z Benito Navarrete).
- Corrado Giaquinto y España, 2006.
- Cuatro siglos de Pintura Europea en la Colección BBVA. Siglos XV al XVIII, 2006
- El Joven Murillo, 2009-2010 (we współpracy z Benito Navarrete).
- Álbum Alcubierre. Dibujos. De la Sevilla ilustrada del conde del Águila a la colección Juan Abelló (we współpracy z Benito Navarrete).